# Primitive
Primitive är bandet Soulflys andra album som släpptes i September 2000 genom Roadrunner Records.
Albumet innehåller gäst artister från bland annat band som Slipknot, Slayer, Deftones, Will Haven, Sean Lennon och Cutthroat Logic.

## Låtlista
1. "Back to the Primitive" – 4:20
2. "Pain" – 3:40
3. "Bring It" – 3:22
4. "Jumpdafuckup" – 5:11
5. "Mulambo" – 4:19
6. "Son Song" – 4:17
7. "Boom" – 4:56
8. "Terrorist" – 3:46
9. "The Prophet" – 2:57
10. "Soulfly II" – 6:04
11. "In Memory of..." – 4:36
12. "Flyhigh" – 4:48

### Bonusspår på digipak
1. "Eye For An Eye" (live) - 3:50
2. "Tribe" (live) - 6:25
3. "Soulfire" - 5:15
4. "Soulfly" (Universal Spirit Mix) - 6:09

### iTunes Bonusspår
1. "Terrorist" (Total Destruction Mix) - 4:39
2. "Back To The Primitive" (Dub Shit Up Mix) - 4:33
3. "Bring It" (Armageddon Mix) - 3:26
4. "Soulfire" - 5:15

## Medverkande
- Max Cavalera - sång, gitarr
- Mikey Doling - gitarr
- Marcelo Dias - bas
- Joe Nunez - trummor

### Gest medverkande
- Chino Moreno (Deftones)- sång på "Pain"
- Grady Avenell (Will Haven) - sång på "Pain"
- Corey Taylor (Slipknot) - sång på "Jumpdafuckup"
- Sean Lennon - sång på "Son Song"
- Tom Araya (Slayer) - sång på "Terrorist"
- Cutthroat Logic - gäst på "In Memory Of..."
- Asha Rabouin - sång på "Flyhigh"